# K2-299
K2-299, EPIC 206024342 — одиночная звезда в созвездии Водолея на расстоянии приблизительно 1195 световых лет (около 366 парсек) от Солнца. Видимая звёздная величина звезды — +13,116m.
Вокруг звезды обращается, как минимум, одна планета.

## Характеристики
K2-299 — жёлтый карлик спектрального класса G. Масса — около 0,928 солнечной, радиус — около 0,82 солнечного, светимость — около 0,676 солнечной. Эффективная температура — около 5597 К.

## Планетная система
В 2019 году командой астрономов, работающих с фотометрическими данными в рамках проекта Kepler K2, было объявлено об открытии планеты K2-299 b.